# Aujla
Ne doit pas être confondu avec Aujla Dhak.
Les Aujlas sont une « lignée » faisant partie de la caste des Jatt ou Jat, traditionnellement des propriétaires terriens.  Aujla est divisé en deux grande division appelée Sardar Joga et une autre appelée branche Banwal Singh. 
Selon Horace Arthur Rose (1867-1933) , chef du Indian civil service, dans son ouvrage A Glosary of the tribes and castes of the punjab and north west frontier, les Aujla sont les descendants du Roi Senpal, descendant du roi Dalip de Delhi. Le roi Senpal avait eu 22 fils. Ces derniers, ont chacun donné naissance à leur propre clan jatt dont les Aujla, mais aussi les Cheema, les Ghumman.
Les Aujlas se trouvent essentiellement au Pendjab mais séparés à la suite de la partition des Indes en 1947 où ils pratiquent la religion musulmane ou sikhe. Ils exercent pour l'essentiel les métiers d'agriculteur, d'éleveur de bétail, grand propriétaire terrien, souvent dans l'armée (par exemple dans le Sikh Regiment dans l'armée indienne) mais également de nombreux Aujla s'étant expatriés exercent des métiers plus divers. Ainsi au sein de la diaspora on trouve par exemple des chercheurs à la NASA .

## Aujla célèbres
- Simmi Aujla : journaliste au New York Times
- Gurjeet Singh Aujla (en)
- Karan Aujla (en)